# Carbasianda
Carbasianda fue una antigua ciudad de Caria (en la actual Turquía). 
Perteneció a la Liga de Delos puesto que los carbasiandeos aparecen mencionados en los registros de tributos a Atenas entre los años 454/3 y 421/0 a. C. donde pagaban un phoros de 1000 dracmas.
El territorio de Carbasianda era limítrofe con el de la ciudad de Cauno. Se ha sugerido que su localización debe situarse en una colina situada a 1,6 km al suroeste de los restos de Cauno.